# 1983년 비디오 게임 위기
1983년 비디오 게임 위기(영어: Video game crash of 1983)는 1983년부터 1985년까지 비디오 게임 산업에서 미국 중심으로 파란을 일으킨 대규모 경기후퇴였다. 1983년 미국의 가정용 비디오 게임 시장 총매출이 미화 32억 달러로 고점을 달성하고 이후 1985년까지 1억 달러로 폭락해 약 97%의 감소세를 기록했다. 이 사태는 2세대 게임기 시대의 갑작스런 종말을 초래했다. 그 외 콘솔 시장보단 타격이 적었으나 아케이드 게임 시장 또한 수축해 아케이드 비디오 게임의 황금기가 종료한 시점으로 간주된다.
해당 게임 시장 위기에 대한 원인으로는 과다한 게임 콘솔 및 게임들로 인한 시장 포화, 콘솔과 게임 대부분에 발생한 저품질 문제, 그리고 개인용 컴퓨터로의 시장관심 이동으로 인한 콘솔 게임 시장 위축이 지목받는다. 산업 침체현상은 약 2년 동안 지속돼 당시 급성장하고 있던 북미 지역의 비디오 게임 시장을 위축시키고 가정용 컴퓨터 및 비디오 게임 콘솔 제조사들 상당수가 산업을 이탈하거나 파산하는 결과를 낳았다. 당시 분석가들은 이를 말미암아 비디오 게임 콘솔과 소프트웨어의 장기적 상업성에 대해 의문을 제기했다.
이후 북미의 비디오 게임 콘솔 시장은 1985년 10월에 패밀리 컴퓨터(영어 명칭 '닌텐도 엔터테인먼트 시스템')을 닌텐도가 북미에 출시한 것을 계기로 점차 회복됐다. 이 사건을 계기로 비디오 게임 시장의 주도권이 일본으로 넘어갔으며 콘솔 서드파티 개발사에 대한 제재가 강화되고 컴퓨터 비디오 게임 시장이 본격적으로 발달하기 시작했다.

## 배경
미국의 비디오 게임 회사 아타리는 본래 아케이드 게임이 전문이었으나, 오락실용 게임의 높은 제조비와 짧은 수명으로 순수익이 여의치 않자 이를 타개하기 위해 가정용 게임기 개발을 목표로 삼고 있었다. 1975년 말 저가형 마이크로프로세서 모스 테크놀로지의 등장은 이런 아타리의 바람을 현실화하는 발판이 됐다. 아타리의 개발진은 MOS 6507를 중앙 처리 장치로 사용해 게임기를 개발했으며 이는 1977년 CPU 기반 가정용 게임기 아타리 2600(초기 발매명 '아타리 비디오 컴퓨터 시스템')로 결실됐다. 아타리 2600는 콘솔 안에 게임이 수록되지 않고 게임이 저장된 롬 카트리지를 별도로 삽입하는 방식을 채택했다.
아타리 2600은 자사 아케이드 게임의 가정용 이식판에 대한 독점권과 저렴한 가격을 내세워, 열등한 그래픽 성능에 불구하고 경쟁기기들을 압도했다. 1980년 3월, 타이토의 아케이드 게임 《스페이스 인베이더》의 아타리 2600 이식판이 킬러 애플리케이션이 되며 부상했다. 1982년 말 기준으로 아타리 2600는 전세계에서 1500만 대가 판매됐다. 아타리 외 동시대에 높은 마진율을 확보한 게임기들로 마텔의 인텔리비전과 콜레코의 콜레코비전이 있다.
1979년, 전 아타리 프로그래머들이 모여 아타리 2600용 비디오 게임을 전문개발하는 기업 액티비전을 설립했다. 액티비전은 게임 콘솔 제조사와 직접적인 연관없이 해당 콘솔로 게임을 판매해 수익을 거두는 최초의 서드파티 개발사였다. 1980년 말, 아타리는 영업비밀 절도와 기밀유지 협약을 근거로 액티비전에 소송을 제기했다. 이 법적 투쟁은 1982년 액티비전이 아타리에 사용료를 지불하는 대가로 서드파티 지위를 인정받는 합의로 마무리됐다. 액티비전의 등장은 서드파티 개발사들이 시장에 대거 진출하는 계기가 됐다.

## 원인

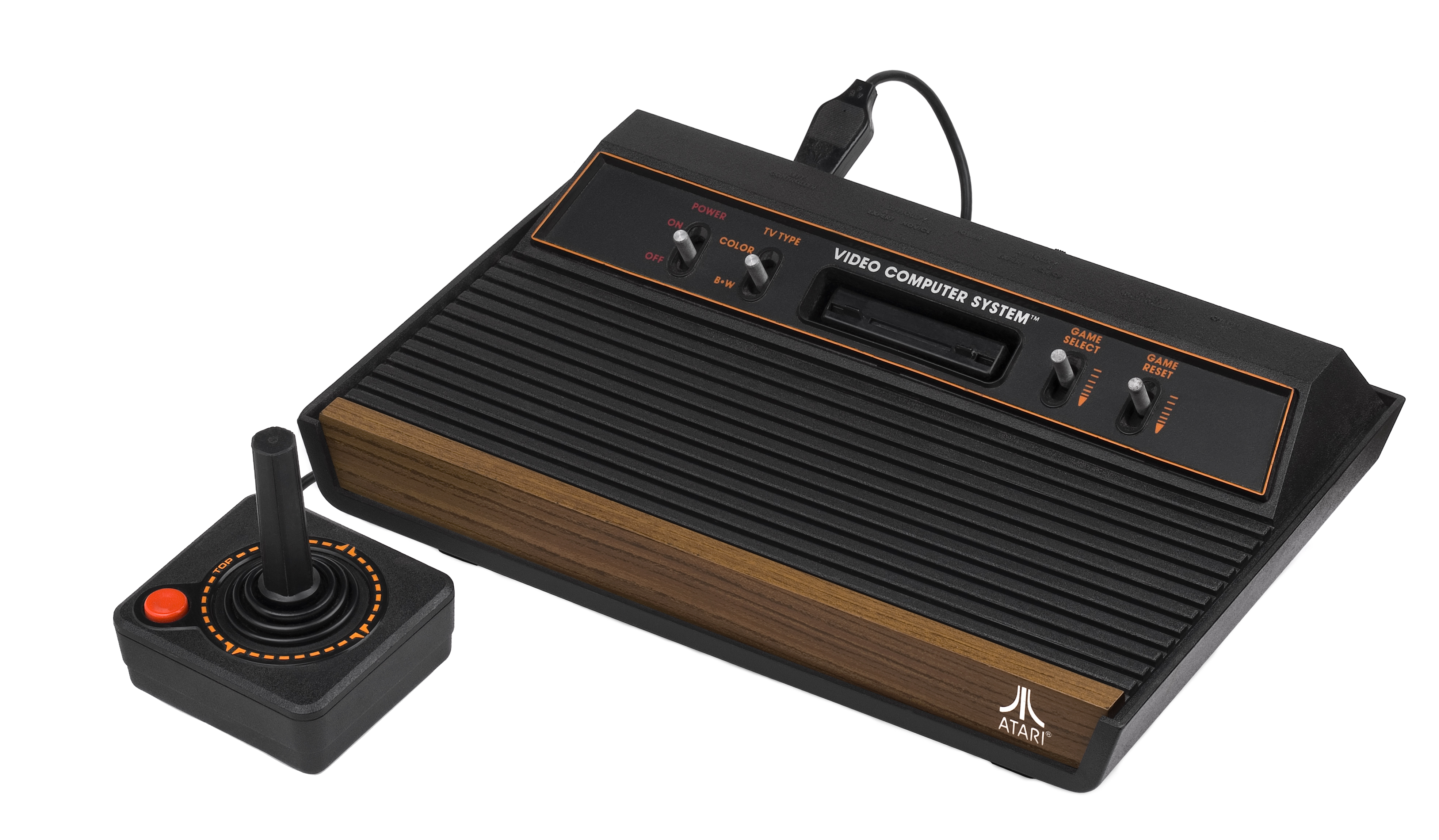
아타리 VCS(이후 명칭 아타리 2600)는 위기 이전에 가장 인기있는 콘솔이었다.

### 콘솔 시장 과포화
1977년 출시된 아타리 비디오 컴퓨터 시스템(1982년 '아타리 2600'으로 명칭 변경)은 역사상 게임 롬 카트리지를 삽입하는 방식을 처음으로 채택한 콘솔은 아니며, 앞서 1976년에 발매된 페어차일드 채널 F같은 선례가 존재했다. 허나 후발주자임에도 불구하고 첫 몇 년동안 흑자를 기록해며 1980년 《스페이스 인베이더》 이식판의 히트 후 가장 인기있는 2세대 게임기로 등극했다. 아타리 2600의 성공 후 마그나복스 오디세이², 인텔리비전, 콜레코비전, 벡트렉스같은 경쟁기기들이 속속히 등장한 것은 물론 아타리 2600의 후속기기 아타리 5200도 발매됐다. 콜레코비전의 경우 닌텐도의 인기 아케이드 게임 《동키콩 (1981)》의 이식판을 확보했고, 이에 더불어 아타리 2600의 게임들을 콜레코 콘솔에서 플레이할 수 있게 하는 주변기기가 발매했다. 1982년, 콜레코비전의 하드웨어 시장 점유율은 17%로 아타리 2600의 58%에 이어 2위를 달성했다. 이는 가정용 콘솔 기장에서 아타리를 위협할만한 경쟁자가 처음 등장했다는 것을 의미했다.
각 콘솔들은 콘솔 제조사가 개발한 독점 게임들을 지원했으며, 아타리 2600은 이에 더해 서드파티 개발사의 게임들도 존재했다. 1982년, 분석가들은 생산되는 소프트웨어 수가 비대해 소매상이 물품 배치에 어려움을 겪는 시장 과포화 현상을 포착했으며, 동시기에 가정용 컴퓨터 가격이 하락해 컴퓨터의 경쟁력이 증가한 점을 들어 콘솔 시장이 대격변을 거칠 수 있다고 예상했다.
또한 비디오 게임 산업의 급성장 현상에 맞물려 제조사들은 수요를 실제보다 과대예측했다. 1983년, 골드만삭스의 한 분석가는 비디오 게임에 대한 수요가 전해에 비해 100% 증가한 반면 제조사의 공급은 175% 증가해 막대한 잉여생산물이 배출됐다고 알렸다. 1982년에 아타리 CEO 레이몬드 카서는 게임 산업의 포화점 도달이 임박하지만 이는 미국 가정의 절반이 게임 콘솔을 소유할 시점에 발생할 것이라 예상했다. 실제로 위기 발생 당시 게임 콘솔 판매량은 카서의 예측치보다 현저히 낮은 1500만 대에 그쳤다.

### 배급 조절 부재
1979년 이전에는 서드파티 개발사가 존재하지 않고 아타리같은 콘솔 제조사만이 자신의 플랫폼에서 가동되는 게임들을 제작할 수 있다. 1979년 액티비전이 설립되면서 상황이 바뀌었다. 아타리가 개발자 개인의 실적을 인정하지 않고 게임 내에 이름을 남기는 것을 금지하는 정책에 반발한 아타리 프로그래머 4명은 액티비전을 창설하면서 독자적으로 아타리 2600 게임들을 개발하고 카트리지를 생산해 판매하기 시작했다. 아타리는 이를 방지하려 소송을 걸었으나 본연의 목적 달성은 실패하고, 액티비전이 아타리에게 사용료를 지불하는 대신 서드파티를 법적으로 인정하는 합의로 마무리됐다. 액티비전의 게임은 아타리 자체 게임만큼 인기를 누려 1982년작 《피트폴!》은 400만 장을 판매했다.
1982년까지는 액티비전 이외의 서드파티 개발사는 이매직, 게임스 바이 아폴로, 콜레코, 파커 브라더스, 마텔, CBS 비디오 게임스가 전부로 소수에 불과했으나, 액티비전의 성공을 계기로 1982년부터 신생 개발사들의 수가 대폭 증가했다. 액티비전의 창업자 데이비드 크레인은 이 기업들에는 액티비전의 성공을 모방하려는 벤처 투자가들이 껴있음을 포착했다. 크레인은 액티비전은 아타리 2600에 이미 익숙한 개발진 덕에 성공할 수 있었지만 신생 배급사 다수는 부족한 프로그래밍 경험으로 인해 저질 게임만을 생산했다고 회상했다. 이 배급사들은 대개 타사의 직원들을 적출하거나 상품을 역공학하는 산업 스파이 행위로 시장 점유율을 획득하려 했다.
서드파티 게임 산업의 급성장은 소비자 가전 전시회(CES)에 등장한 공급업체 수로 쉽게 관찰할 수 있었다. 크레인에 따르면 한 해만에 업체 수가 3개에서 30개로 증가했다고 한다. 1982년 여름에 열린 CES에선 MCA을 포함해 17종 기업이 참가했으며 20세기 스튜디오 소속사 폭스 비디오 게임스는 아타리 콘솔용 게임 90개를 발표했다. 1983년 무렵에는 약 100개의 기업들이 CES의 비디오 게임 시장 진출에 대해 레버리지를 시도했다. 〈아타리에이지〉는 그 해에 아타리 2600용 게임을 생산하는 업체가 최소 158개가 있었다고 보도했다. 1982년 6월 약 100종에 그친 아타리 게임 수는 같은 해 12월 400종으로 불어났다. 전문가들은 1983년에는 오직 상위 10%의 게임들이 총매출의 75%을 차지할 것이라 예측했다.
액티비전, 아타리와 마텔은 숙련된 프로그래머를 갖추고 있었지만 그 외 신생기업 다수는 고품질 게임을 생산할 능력이 없었다. 시장에 범람한 저질 게임들로 랄스톤 푸리나의 개밥 게임 《척 웨건을 쫓아라》, 《카붐!》의 위작 《분실수화물》, 밴드 저니를 소재로 한 《저니 이스케이프》, 쟁반돌리기 게임 《디스해스터》가 있었으며, 이들 모두 소매상과 소비자들에게 불만족스런 평을 얻었다. 시장에 비대한 게임들이 배포되는 것 이외에 제한된 시장 경쟁공간도 문제였다. 액티비전의 짐 레비는 1982년에 시장에 풀릴 것으로 예측되는 총 카트리지 수는 6천만 장으로, 이중 액티비전은 12~15%를 생산할 것이라 목표를 세웠다. 그러나 그 해에 최소 50개 이상의 기업들이 진입하며 각각 1~2백만 장의 카트리지들을 생산하면서, 그 해 아타리의 예측 카트리지 생산량 6천만 장과 합하면 결과적으로 1982년의 카트리지 수요를 200%를 초과했다. 이런 과다공급은 악성재고를 만들어 산업위기에 기여했다.
1982년 12월호에서 〈BYTE〉는 다음과 같이 보도했다. "1982년에 극소수의 게임들만이 디자인이나 방식에서 새로운 면을 보여줬다. (...) 대중이 하나에 관심이 가면 단물이 빠질 때까지 베낀 색만 다른 복제품들이 가판대에 늘어섰다. 어느 순간 대중은 게임을 그만 사거나 더 좋은 무언가를 찾으러 갈 것이다. 마이크로컴퓨터 게임이 1980년대의 훌라후프라 믿는 기업들은 단기이익만을 원할 뿐이다." 비평가 빌 컨켈은 1983년 1월에 "기업들은 지구에 움직이는 모든 것에 라이센스하려 한다. 《마라톤 맨》과 게임 사이의 연결고리가 얼마나 미약한가. 비디오 게임 근관이라도 만들 셈인가?"라고 썼다. 1983년 9월, 〈피닉스〉는 아타리 2600 카트리지를 더 이상 성장 산업이라 부를 수 없다고 보도했다.

### 소비자 신뢰 저하
1982년 이전까지는 아타리가 가정용 비디오 게임 산업의 절대적인 선두주자였으나, 앞선 설명처럼 하드웨어 시장에 진입한 신경쟁자와 게임 배급 관리 부재는 아타리의 시장 점유율을 점차 감소시켰다. 1982년 무렵에는 아타리가 점유율을 재확보하려는 중 여러 가지 실책을 범해 아타리 기업, 장기적으로는 비디오 게임 산업 전체에 대한 소비자 신뢰를 하락시켰다.
당시 아타리의 발목을 잡은 요소들 중 하나는 아타리가 배급하는 게임들을 선택하는 데 있어서 혁신보다 사업기회를 중시한 것이다. 당시 모기업 워너 커뮤니케이션즈 산하에 있던 아타리 임원 상당수는 경영학 석사 출신으로, 타 서드파티 게임 배급사를 누를 어떤 사업기회든 잡으려 했다. 1982년 콜레코가 닌텐도와 계약해 출시한 《동키콩》 콜레코비전판은 아타리에게 큰 위협이었다. 아타리는 타 콘솔과 차별성을 만들기 위해 자사의 아케이드 게임을 아타리 2600로 이식하는 것에서 확장해 타 지식 재산의 라이센스 확보를 노리기 시작했다. 이런 새 정책으로 출시한 1982년 아타리 2600 게임들 중 비디오 게임 위기 발발을 촉진한 주범으로 《팩맨》과 《E.T. 디 엑스트라 터레스트리얼》, 이 두 게임이 지목받는다. 1980년 남코가 발매한 아케이드 게임 《팩맨》은 흥행세에 힘입어 1982년 3월 아타리 2600로 이식판이 출시됐으나 저조한 그래픽으로 지탄을 받았다. 일부 소매상에서는 예약구매를 취소했으나 대부분은 가판대에서 해당 게임을 판매해 1982년 말까지 7백만 장의 판매량을 기록했다. 이런 상업적 성공에도 게임의 품질상 문제는 소비자의 환불로 이어졌고 아타리 브랜드 이미지에 손상을 입혔다. 《E.T. 디 엑스트라 터레스트리얼》은 동명의 스필버그 감독 영화의 흥행으로 제작된 게임으로, 아타리가 판권사용료로 미화 2000만 달러에서 2500만 달러 사이를 지불한 대형 작품이었다. 숙련 개발자 하워드 스콧 워쇼가 게임 기획을 맡았으나 1982년 크리스마스 성시를 노려 판매하려는 아타리의 계획으로 인해 개발 기간이 약 5주밖에 주어지지 않아 급히 완성한 엉터리 상태로 납품해야 했다. 《E.T.》는 〈빌보드〉 기사에 따르면 단기적으로는 성공해 1982년 말부터 1983년 초까지 가장 많이 팔리는 비디오 게임 1위를 달성했으며 1983년까지 260만 장이 판매됐지만, 게임 산업 내에서도 원시적인 그래픽과 지루한 게임플레이로 미지근한 반응을 얻었다. 1983년에는 판매된 게임들 중 66만 장 이상이 환불됐다.
《팩맨》과 《E.T.》의 부진한 성적과 제품들에 현저히 나타난 저품질 현상은 아타리 상품의 미래에 대한 소비자의 기대를 누그러뜨렸고 1983년부터 판매량이 감소세를 보이기 시작했다. 이후 아타리는 아케이드 게임 이식과 판권 게임화를 개선시켜 소비자를 다시 사로잡으려 했고, 실제로 《미스 팩맨》 이식판은 좀더 나은 평론을 얻었다. 그러나 이런 노력에도 아타리는 1982년 이전의 판매량으로 회복할 수 없었다.

### 가정용 컴퓨터 시장 부상

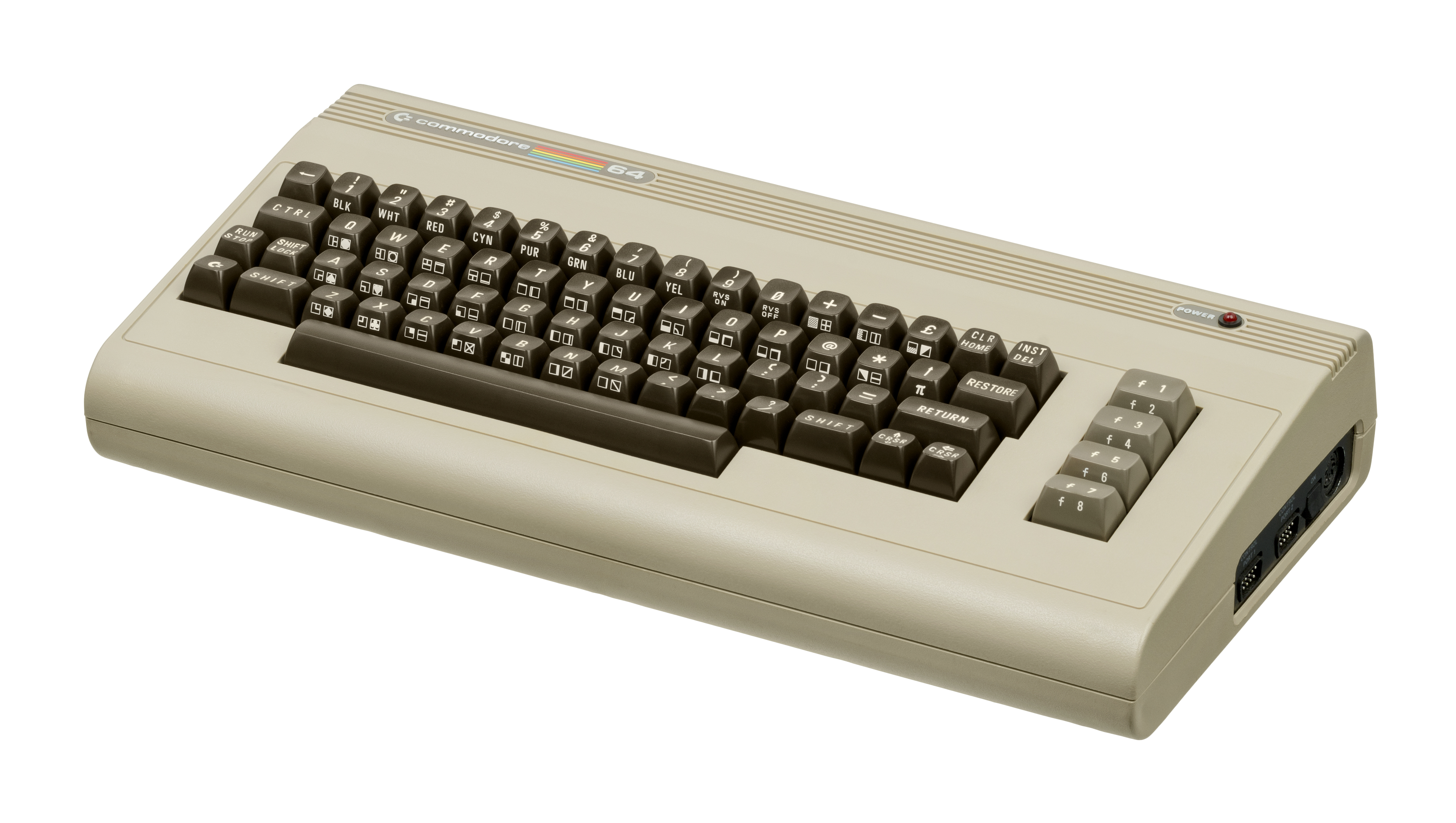
코모도어 64는 비디오 게임 위기에서 살아남아 역사상 가장 많이 팔린 컴퓨터의 반열에 올랐다.

저가형 가정용 컴퓨터는 1977년부터 보급되기 시작했고 아타리 또한 1979년 게임 콘솔용 칩셋을 활용한 컴퓨터 아타리 400와 아타리 800 모델을 공개했다. 이들의 예상 소비자가격은 이름과 똑같이 $400, $800였다. 1981년, IBM이 소비자가격 $1,565(2022년 기준 $4,455에 해당)의 컴퓨터 IBM 5150 PC를 발표했으며, 싱클레어 리서치는 가격 £70(2020년 기준 £274에 해당)의 하향사양 마이크로컴퓨터 ZX81을 발표했다. 1982년 무렵에는 가정용 컴퓨터 판매세가 치솟았으며, 이런 신형 데스크톱 컴퓨터들은 게임 콘솔보다 월등한 컬러 그래픽을 자랑했다. TI-99/4A와 아타리 400 모두 가격이 $349(2022년 기준 $936에 해당), TRS-80 컬러 컴퓨터는 $379(2022년 기준 $1,016에 해당)이었고, 제조사 코모도어 인터내셔널은 자사 컴퓨터 가격을 하향해 VIC-20를 $199(2022년 기준 $534에 해당), 코모도어 64를 $499(2022년 기준 $1,338에 해당)에 판매했다.
당시 컴퓨터들은 콘솔보다 더 큰 용량의 기억 장치와 더 빠른 속도의 중앙 처리 장치를 달고 있었기 때문에 좀더 복잡한 게임을 제작할 환경을 제공할 수 있었다. 1984년 출판된 아타리 8비트 소프트웨어 평가 개요서는 총 365쪽 중 198쪽을 게임항목에 할애했다. 가정용 컴퓨터는 워드 프로세서와 회계같은 업무를 수행하는 장점도 있었다. 게임 배급 또한 롬 이외에 플로피 디스크와 콤팩트 카세트로 배포할 수 있어 비용을 절감할 수 있었다. 그 외 컴퓨터에서 기록 매체를 활용해 게임 내 진행상황을 저장할 수 있어, 당시 갈수록 규모가 커지는 게임 유행에 맞춘 기능을 지원할 수 있었다.
1982년에 벌어진 텍사스 인스트루먼트와 코모도어 사이에서 벌어진 가격 경쟁은 가정용 컴퓨터의 가격을 비디오 게임 콘솔과 거의 동일한 수준으로 낮췄다. 1983년 6월에는 코모도어가 코모도어 64의 소매가를 $300로 낮추자 일부 소매상에서는 이보다 더 낮게 최하 $199에 판매하기 시작했다. 1982년 〈비디오 게임스 플레이어〉를 창간한 댄 구트만은 1987년의 한 기사에서 1983년의 사건에 대해 다음과 같이 회상했다. "그 때 사람들은 스스로에게 물었다. '컴퓨터에서 게임도 하고 다른 업무도 할 수 있는데 비디오 게임 콘솔을 살 이유가 있나?'" 〈더 피닉스〉는 1983년 9월 인텔리비전 III의 발매 취소 소식을 전해며 이렇게 저술했다. "누가 게임만 돌아가는 기계에 200달러를 지불하고 싶을까요?" 당시 코모도어는 비디오 게임 취미를 가진 사람들을 노린 광고를 펼쳤다. 윌리엄 샤트너가 등장하는 VIC-20 광고에서 그는 "아타리나 인텔리비전에서 나오는 비디오 게임을 뭐하러 사려고요?"라거나 "이건 진짜 컴퓨터 키보드로 있고 게임도 돌아가는데요"라고 선전했다. 코모도어는 모스 테크놀로지 칩셋 기술을 소유해 집적 회로를 직접생산할 수 있었기 때문에 VIC-20와 코모도어 64를 경쟁 컴퓨터 모델보다 훨씬 낮은 가격에 판매할 수 있었다. 이에 더해 양 컴퓨터 모두 아타리 조이스틱 포트를 지원해 컨트롤러 시장에도 문을 열었다.
1983년 6월 〈더 뉴욕 타임즈〉 기사에서 서비스 머천다이즈 임원은 "소매업계에서 30년을 일했는데 이런 식으로 자기파괴의 고리에 빠진 품목은 어디서도 본 적이 없다"고 토로했다. 가격 경쟁이 과열되자 그 해 9월 콜레코 CEO 아놀드 그린버그는 경쟁사 IBM이 IBM PCjr 가정용 컴퓨터 모델을 출시한다는 소문을 반기며 IBM에 대해 "돈 만질 줄 아는 기업"이라 칭하고 "비디오 게임 분야든 가정용 컴퓨터 분야든 상관없이 1, 2년 전에는 지금처럼 소수가 아닌 다수가 이익을 보는 시절이 좋았다"고 기술했다. 기업들은 낮은 가격에도 수요가 미미하자 그 해 중반부터 공급을 감소했는데, 크리스마스 시기에 수요가 급증하면서 품절대란이 발생했다. 당시 공급량이 충분한 모델은 코모도어 64가 유일했으며, 이 덕에 그 해 크리스마스동안 예상 판매량이 50만 대를 웃돌았다. 그 외 경쟁기업들은 큰 타격을 입었으며, 특히 텍사스 인스트루먼트는 99/4A 컴퓨터 모델 사업에 대손실을 입어 1983년 말 해당 컴퓨터 모델 생산을 중단하고 시장을 이탈하자 주식이 25% 반등하는 현상이 있었다. 1983년 12월, J. C. 페니는 공급부실과 낮은 가격으로 인한 어려움으로 가정용 컴퓨터 판매를 중지하겠다고 발표했다. 이런 코모도어 64의 공격적인 가격 정책은 1983년 위기를 앞당긴 촉매로 여겨진다.
1983년에 구트만은 "비디오 게임은 공식적으로 사망했고 컴퓨터가 유행을 주도한다"고 적었다. 그는 1983년 10월 잡지 이름을 〈컴퓨터 게임스〉로 개명했는데, 이를 두고 "이제 '게임'이라는 단어는 언론에서 부끄러운 말이 됐다. 앞으로는 가능한 '시뮬레이션'이라는 말로 대체하고자 한다"라고 발언했다. 그 후 기사에선 "컴퓨터의 불황이 시작됐다. (...) 갑자기 모두가 가정용 컴퓨터가 잠시 시끄러운 유행, 또 하나의 훌라후프에 불과했다고 떠든다"라는 기사를 냈다. 〈컴퓨터 게임스〉 잡지는 1984년 말에 폐간됐다. 1988년, 〈컴퓨터 게이밍 월드〉 창간자 러셀 시프는 "1984년 아케이드 게임 위기는 컴퓨터 게임 잡지 대부분을 수렁에 빠뜨렸다"고 기술했으며 1985년 여름에는 〈컴퓨터 게이밍 월드〉가 유일하게 남은 4색 인쇄 컴퓨터 게임 잡지가 됐다고 보도했다.

## 결과

### 즉각적 영향
1982년에는 급속도로 제작된 신규 게임들이 소매시장을 범람했다. 많은 상가들은 새 게임과 콘솔들을 배치할 공간이 없었다. 소매상에서 잉여 게임들을 배급사들에 반품하려 했으나 이들은 소매상에게 환불할 현찰도, 신규 상품으로 대체할 능력도 없었다. 게임스 바이 아폴로나 U.S. 게임스같은 배급사 상당수가 파산했다. 폐업한 배급사에게 미판매 게임을 반품할 수 없었던 상점들은 게임들의 가격을 대폭 낮추고 할인상품 진열대에 재배치했다. 당시 미화 $35에 출시된 최신 게임들은 $5의 가격으로 바겐 세일통에 나타나곤 했다.
서드파티 기업들은 콘솔 제조사가 보유한 점유율을 뺏어갔다. 아타리의 카트리지 게임 시장 점유율은 1981년의 75%에서 1982년 40% 이하로 감소해 재정을 악화했다. 저품질 게임들의 무차별 할인은 소비자들이 고품질 상품 대신 가격이 낮은 할인상품을 택하게 만들면서 액티비전처럼 비교적 성공적인 서드파티 기업들의 매출도 강탈했다. 1983년 6월, 가격이 높은 게임들의 시장은 급격히 감소했고 저예산으로 단기간에 제작된 조악한 게임들의 시장이 대신했다. 액티비전의 데이비드 크레인은 "그 끔찍한 게임들이 높은 할인율로 시장에 범람하며 비디오 게임 사업을 망쳤다"고 회상했다.
게임 산업 내에서 대격변이 일어났다. 마그나복스는 비디오 게임 산업에서 완전히 이탈했다. 이매직은 주식상장 하루 전 기업공개를 철회했고, 이후 1986년 청산됐다. 액티비전은 1984년과 1985년에 지속적인 매출 감소로 사업을 축소해야했고, 재정보증 및 경쟁력 유지를 위해 가정용 컴퓨터을 목표로 게임 개발을 전환했다. 몇 년 후, 액티비전은 카트리지 기반 게임 제작을 완전히 중지하고 컴퓨터 게임들만 생산하게 됐다.

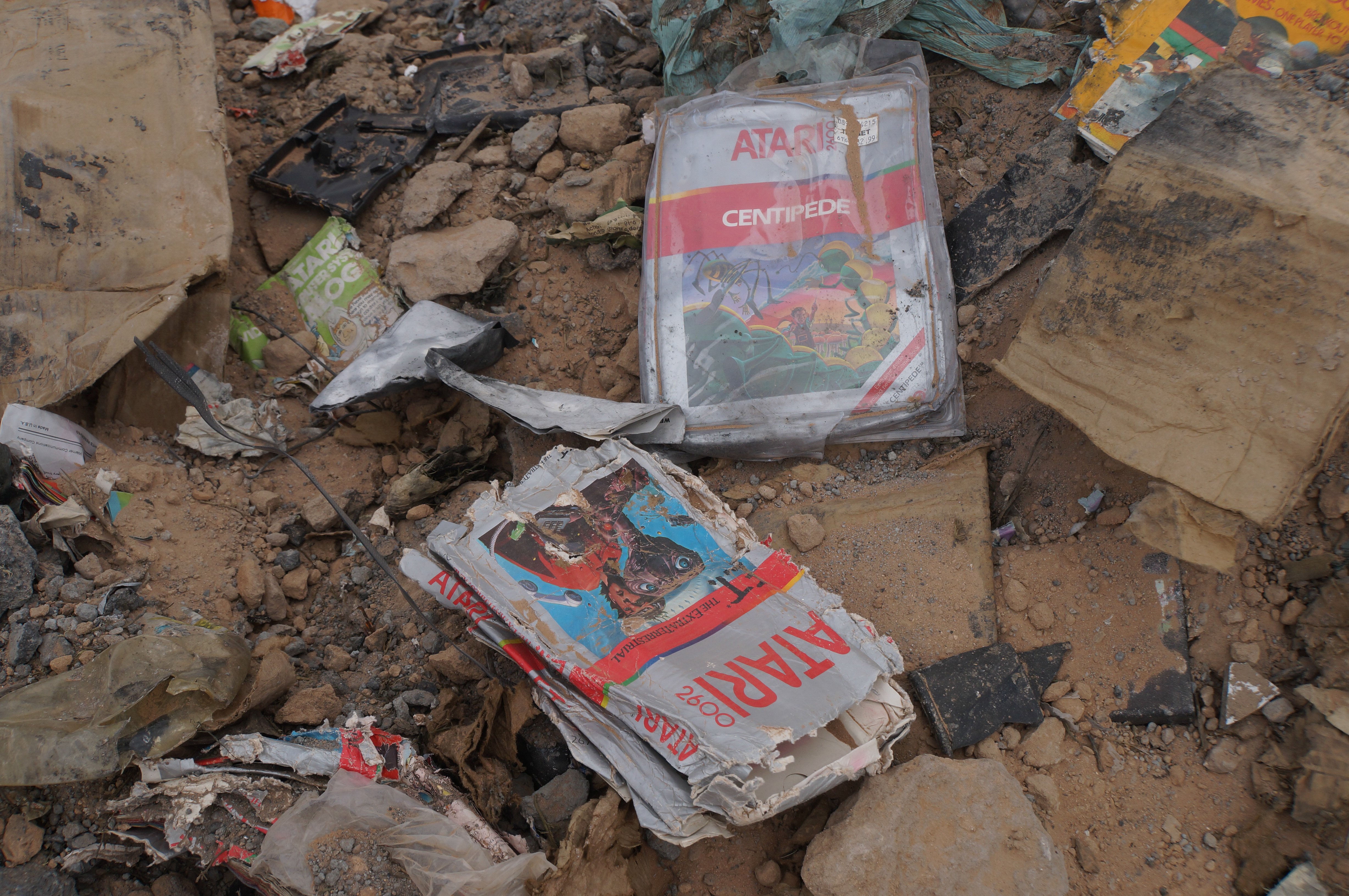
1983년 뉴멕시코주 앨라모고도 매립지에 아타리가 폐기한 카트리지와 상자곽들은 2014년 재발굴 중 파손된 상태로 발견됐다. 《E.T.》, 《센티피드》를 포함한 아타리 상품들이 보인다.

아타리 또한 1983년 위기에 치명타를 입었다. 회계상 판매량의 대폭 하락과 반품된 재고 처리비용으로 인해 매출이 급감했다. 1983년 중반 경에 회사 손실액은 미화 3억 5600만 달러에 달했으며 1만 명의 직원들 중 3천 명을 해고해야 했다. 판매되지 못 한 《팩맨》, 《E.T. 디 엑스트라 터레스트리얼》, 그 외 1982년과 1983년 생산 게임들이 창고들을 가득 채우기 시작했다. 1983년 9월, 아타리는 비밀리에 악성재고를 뉴멕시코주 앨라모고도의 한 매립지에 폐기처분했다. 아타리는 당시 이 사실을 공식적으로 고지하지 않았다. 후일 《팩맨》과 《E.T.》를 둘러싼 풍설로 인해 아타리가 수백만 장의 카트리지들을 묻은 아타리 비디오 게임 무덤이 존재한다는 도시전설이 탄생했다. 2014년, 게임 역사가들이 모여 다큐멘터리의 일환으로 해당 매립지에서 방문하며 관계자와 접촉해 소문을 검증했는데, 당시 폐기처분을 감독했던 전 아타리 임원 제임스 헬러는 1982년 매립지에 묻은 카트리지 수는 72만 8천 장 가량에 불과하다고 증언했고 이는 실제 발굴로 유추한 예측치와 유사해 도시전설의 오류를 입증했다. 그럼에도 아타리의 무덤은 1983년 비디오 게임 위기를 대표하는 명소로 남았다. 여하튼 1983년 말 경, 아타리의 손실이 무려 미화 5억 3600만 달러에 달하자 모기업 워너 커뮤니케이션즈는 1984년 7월 아타리를 코모도어 인터내셔널의 잭 트러멜에게 매각했다. 트러멜은 이후 아타리 ST를 시작으로 아타리를 가정용 컴퓨터 분야로 사업을 전환했다.
비디오 게임 분야에 대한 신뢰가 실추하면서 많은 소매상들은 비디오 게임 콘솔 판매를 중지하거나 가판대 배치수를 줄이고 다른 상품으로 교체했다. 비디오 게임 전문 소매상 대부분이 폐업하자 가정용 컴퓨터 게임 매출도 하락하는 이상이 발생했다. 1983년 위기로 인해 굳어진 소매상의 비디오 게임에 대한 반감은 이후 1985년 닌텐도가 패밀리 컴퓨터로 미국에 진출을 준비할 때 부딪힌 최대의 난관이었다. 소매상의 비디오 게임 퇴출은 닌텐도로 하여금 상품을 '콘솔' 대신 '엔터테인먼트 시스템'으로 브랜드를 변경하게 했고, '게임 덱'이나 '게임 팩'같은 신용어를 내세웠으며, 장난감 로봇 R.O.B.을 제작해 소매상에 닌텐도의 제품 판매 허가를 설득하는 데 활용했다. 패밀리 컴퓨터의 미국판 '닌텐도 엔터테인먼트 시스템'은 비디오카세트 레코더와 흡사하게 전면 뚜껑에 카트리지 슬롯을 배치하는 형태로 개량했는데, 이 또한 이전 세대 비디오 게임 콘솔의 디자인을 탈피하기 위해 닌텐도가 고안한 대책이었다.
1983년 위기의 악영향은 아케이드 게임 시장도 예외가 아니었다. 1978년 《스페이스 인베이더》 출시 후 이른바 황금기를 누리던 시장은 1983년 경 가정용 콘솔 시장 확대, 게임의 부족한 혁신성, 그리고 오락실에서의 청소년 비행범죄에 대한 관리부실로 침체하기 시작했다. 1982년 미국의 오락실 수는 1만 채로 1980년의 2배에 가까운 숫자였지만, 사태 이후 이 중 1,500개가 폐업했으며 남아있는 사업체들 또한 매출이 평균 40% 감소했다.
산업 전체의 경기후퇴로 인한 파국은 1985년 즈음 명백히 나타났다. 아타리는 이 해 아타리 2600 게임 콘솔을 전세계에 1백 대 판매했다고 보고했지만 회복은 여전히 느렸다. 미국의 가정용 비디오 게임 총매출은 1983년의 32억 달러에서 1985년 불과 1억 달러로 추락했다. 분석가들은 비디오 게임 산업의 장기적 지속가능성에 의문을 제기했다. 일렉트로닉 아츠의 창업자 트립 호킨스에 따르면 아타리의 몰락으로 생긴 오명 때문에 1985년까지 소매상에 비디오 게임을 판촉하기 매우 어려웠다고 한다.
1985년부터 두 중대한 사건들을 계기로 비디오 게임 산업은 위기에서 탈출하기 시작했다. 하나는 코모도어사와 탠디가 생산하는 가정용 컴퓨터 판매량 증가로, 액티비전과 일렉트로닉 아츠같은 게임 개발사들의 매출 확보가 수월해져 시장을 유지할 여력이 생긴 것이다. 다른 하나는 1985년 10월 북미 지역에서 닌텐도가 패밀리 컴퓨터를 출시한 것이다. 1986년부터 산업은 서서히 회복하여 1988년 가정용 게임 산업 연간 매출은 23억 달러로 닌텐도가 그 중 70%를 점유하는 상황이 됐다. 1986년 닌텐도 사장 야마우치 히로시는 "아타리가 무너진 건 서드파티 개발사에게 너무 많은 재량을 줘 시장에 저질 게임들이 난무하게 만들었기 때문이다"라고 발언했다. 아타리의 실책을 반복하지 않기 위해 닌텐도는 서드파티 개발사가 매년 출시할 수 있는 게임 수를 제한했고, 닌텐도의 품질기준에 합격한 게임과 주변기기에 '닌텐도 품질보증 (Seal of Quality)'을 표지에 붙이는 정책을 소비자에게 홍보했다.
산업 위기가 지난 후, 1986년 6월 코모도어는 저가형 모델 '코모도어 64c'를 출시함과 동시에 사상 처음으로 코모도어 64 원모델의 소비자가격을 올렸다. 〈컴퓨트!〉는 이를 가정용 컴퓨터 가격 경쟁의 종언이라 보도했다.

### 장기적 영향

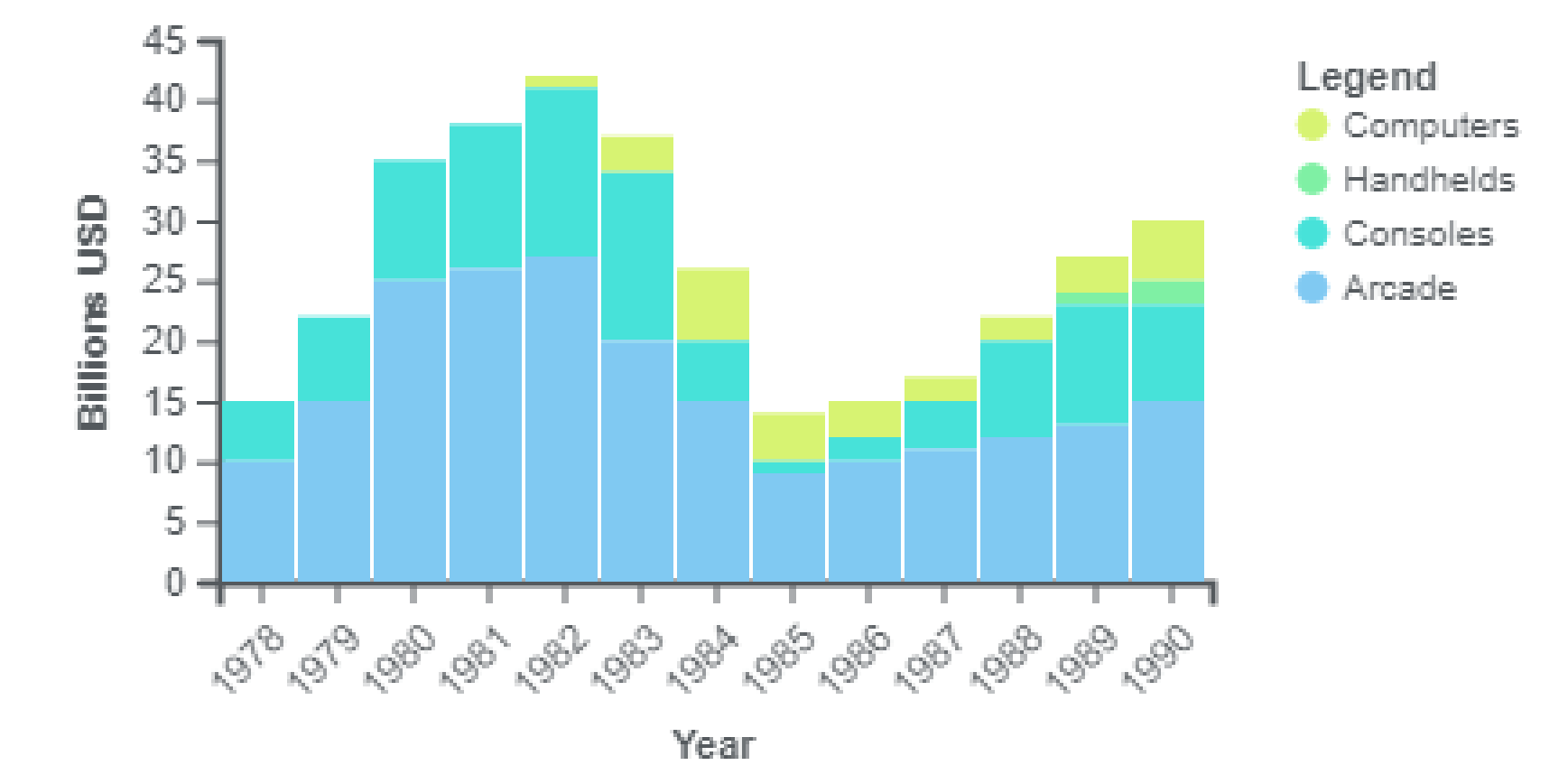
1978년부터 1990년까지의 국제 비디오 게임 산업 총매출. 1983년의 위기는 비디오 게임 산업 전체에 파란을 일으켰다.

1983년 산업 위기의 악영향을 가장 크게 받은 국가는 미국이었으며, 그 외 전세계의 비디오 게임 시장 전 분야에 여러 형태로 파도쳤다. 하지만 일본, 유럽, 그리고 미국 회사에 근접한 캐나다에서 비디오 게임 시장은 여전히 어느 정도 호황을 누렸다. 미국 게임 산업이 복구되는 덴 수 년이 걸렸다. 1982년 아케이드, 콘솔과 컴퓨터 게임을 종합한 전세계 시장 추정 규모는 미화 420억 달러였는데, 이는 1985년 미화 140억 달러로 감소했다. 1983년부터 1985년까지 가정용 게임 시장에서 콘솔로부터 가정용 컴퓨터 소프트웨어로 시장이 이동하는 현상이 포착됐다.
사태 후 북미에 상륙한 닌텐도의 패밀리 컴퓨터 콘솔은 시장 여건을 고려해 기기 형태가 변경됐다. 가장 두드러진 변화는 게임 콘솔보다는 비디오카세트 레코더같은 가전제품을 닮은 형태로 외곽을 바꾼 것이다. 이는 게임 산업 위기의 여파로 콘솔을 들이고 싶어하지 않는 가정의 의구심에서 벗어나기 위해 세운 닌텐도의 전략이었다. 닌텐도는 보도자료에서 '비디오 게임'이나 '소프트웨어'같은 기존 게임 용어들의 사용을 최소한으로 절제하기까지 했다. 이렇게 탄생한 패밀리 컴퓨터의 북미판 '닌텐도 엔터테인먼트 시스템(NES)'는 8비트 게임과 고전 게임의 상징이 됐다. 1985년 연말에 야마우치 히로시는 뉴욕 소매상에 닌텐도의 제품을 시험하고자 했다. 당시 닌텐도 북미지부 사장 아라카와 미노루는 소매상에게 판매되지 않은 재고 모두 닌텐도가 전액 환불하겠다는 계약 하에 이를 시행했다. 이 때 닌텐도가 판매한 콘솔 수는 5만 대로, 미국에서 들여온 기기 수의 절반으로 대체로 성공적이었다.
1985년은 가정용 비디오 게임 총매출이 고작 1억 달러로 폭락하는 암흑기였지만, 그럼에도 당시 웨스트우드 스튜디오, 코드마스터즈, 스퀘어 올처럼 신설되는 개발사도 있었다. 앞서 나열된 회사들 모두 미래에 장르를 개척하는 중견기업으로 성장했다.

#### 일본의 강세
미국의 비디오 게임 파란은 두 가지 장기적인 결과를 낳았다. 첫 번째는 가정용 콘솔 시장의 주도권이 미국에서 일본으로 이동한 것이다. 미국 사태는 일본의 비디오 게임 시장에 직접적인 악영향이 없었으나, 당시 한 국가의 산업 전체를 뒤흔든 사건에 놀란 일본 관계자들은 이를 더러 "아타리 쇼크"라 부르게 됐다.
1983년 사태 이전 〈포브스〉의 조나단 그린버그는 1981년 초, 미국 비디오 게임 기업들이 일본 기업으로부터 판권을 구입하고 이에 맞춰 일본 기업이 북미 지부를 설립하는 현상을 보고 일본 기업들이 북미 비디오 게임 산업을 점령할 것이라 예측한 바 있다. 1982–1983년 경에 이미 일본 제조사들은 아케이드 북미 시장 상당수를 점유하고 있었다. 데이터 이스트 USA의 진 립킨은 일본 기업이 새로운 기회에 투자할 재정이 많은 것이 그 원인들 중 하나라고 분석했다.
미국이 산업 위기를 겪는 동안 일본의 게임 산업은 아케이드 게임에서 가정용 콘솔로 초점이 이동하기 시작했다. 1983년 7월, 일본에서 닌텐도의 패밀리 컴퓨터와 세가의 SG-1000이 같은 달이 동시에 출시됐으며 이들은 역사상 3세대 게임기의 시초라 여겨진다. 당시 일본의 버블 경제는 이들의 인기에 박차를 가했다. 일본 내에서 닌텐도와 세가 콘솔은 기존 아타리나 마텔의 기기들을 판매량에서 손쉽게 제쳤으며, 이후 아타리와 마텔 모두 자국의 사업에 집중하게 되면서 일본의 콘솔 산업은 차후 몇 년간 타국의 경쟁없이 호황을 누렸다. 1986년, 출시 3년 만에 일본의 650만 가정(당시 인구의 19%)이 패밀리 컴퓨터를 보유하고 있었으며, 같은 시기 닌텐도는 위기에서 막 회복중인 미국으로 콘솔을 수출하기 시작했다. 미국에 진출한 닌텐도가 전대미문의 대박을 터뜨리자 그 뒤를 이어 다른 일본 기업들도 미국 시장에 도전해, 1989년에 닛폰 전기의 PC 엔진와 세가의 메가 드라이브도 미국 시장의 점유율을 일정량 확보했다. 특히 후자 메가 드라이브의 성공은 이후 1990년대 초반 미국 시장에서 끊임없이 겨루는 닌텐도와 세가 간의 불튀는 적수 관계로 이어졌다.

#### 서드파티 소프트웨어 환경 변화
1983년 위기가 가져다 준 두 번째 장기적 결과는 서드파티 비디오 게임 개발사를 제어할 수단이 대폭 발전한 것이다. 아타리와 마텔은 기업비밀로써 산업 스파이를 방지하는 데 실패해, 콘솔 리버스 엔지니어링으로 경쟁기업에게 기술을 도난당하거나 핵심 프로그래머를 포섭하는 일이 번번했다. 마텔의 인텔리비전과 콜레코의 콜레코비전은 콘솔 바이오스에 저작권 문자열을 읽는 식으로 서드파티 개발을 제재하는 기초적인 장치를 달았지만 아타리 2600는 하드웨어 복제방지 장치가 전무해 하드웨어 정보를 확보한 업자이 무단으로 콘솔 게임을 제작하는 것을 막을 수 없었다. 닌텐도는 이런 불의의 일을 미연에 방지하기 위해 각 롬 카트리지에 CIC 칩을 든 10NES 시스템을 삽입해 게임의 불법복제 여부와 콘솔 생산지를 확인하고 게임을 가동하는 안전장치를 장착했다. 10NES는 완벽한 대처방법이 아니었으며 이후 패밀리 컴퓨터 수명 후반기에 이를 우회하는 방법들이 발견됐으나, 그럼에도 10NES는 아타리와 달리 닌텐도가 게임 배급을 효과적으로 통제해 서양 시장에서 비인가 카트리지들이 유통되는 것을 어느 정도 방지할 수 있었다.
초기에는 닌텐도만 패밀리 컴퓨터 게임을 제작했으나 이후 남코와 허드슨 소프트와 접촉하면서 서드파티의 패밀리 컴퓨터 게임 개발을 개방했다. 이 당시 닌텐도는 서드파티에게 게임 수익의 30%의 사용료를 지불하는 정책을 펼쳤는데, 이는 현대에도 콘솔 제조사가 공통적으로 실행하는 제도이다. 닌텐도는 북미에서 배급사 하나당 매년 5개의 게임만을 출시할 수 있는 제한을 뒀으며, 이를 우회하기 위해 코나미의 울트라 게임스 지사처럼 별도의 회사를 차려 게임을 더 배급하는 기업도 있었다. 이 제도는 슈퍼 패미컴 수명 중반기인 1993년에야 폐지됐다. 닌텐도의 강력한 카트리지 제조공정 감독로 카트리지 수입이 힘든 일부 아시아 지역에서 비인가 카트리지들이 판매되는 사례들이 발생하기도 했다. 닌텐도는 소비자의 혼란을 방지하기 위해 인가받은 제품 표지에 '제품보증' 마크를 부착해 비인가 제품과 구분짓는 정책을 실시했다. 닌텐도의 인가제도는 일부 기업에게 경쟁법 위반이라 비판받아 미국에서 아타리 게임스에게 소송받기도 했다.

#### 컴퓨터 시장 성장
미국에서 콘솔에 대한 관심이 꺼지자 반동으로 컴퓨터 게임 시장은 1983년부터 발전하기 시작했다. 액티비전처럼 콘솔 게임을 주로 생산한 기업들은 매출 유지를 위해 컴퓨터 게임 개발로 사업을 전환했다. 신생 기업들 또한 콘솔 게임에서 얻은 독특한 요소를 컴퓨터 게임에 적용해 진입했고, 일부는 저가형 전화 모뎀을 사용해 다인용 게임플레이의 원시적인 형태를 시도하기도 했다. 1983년과 1984년에 산업 위기의 영향으로 전체 게임 시장 매출은 대폭 감소했지만, 컴퓨터 게임 시장은 비교적으로 성장해 콘솔 시장을 능가하게 됐다. 허나 1984년 중반 가정용 컴퓨터 산업이 침체하고 1985년에 전세계 컴퓨터 게임 매출이 소폭 감소하는 현상이 일시적으로 있었다.
1983년 산업 위기는 미국 시장을 강타했으나 유럽에 대한 영향은 미미했다. 1980년대 내내 유럽 시장에선 마이크로컴퓨터 국내 공급 및 수요가 증가했으며, 이 경향엔 미국의 게임 제작과 유행에 대한 유럽의 반발도 다소 섞여있었다. 산업 위기가 콘솔에 미친 영향과 유럽에서의 컴퓨터 시장 강세로 인한 탓인지 1980년대 말까지 유럽의 콘솔에 대한 수요는 비교적 소극적이었다. 영국에선 1980년과 1982년 사이에 가정용 콘솔 시장이 잠시동안 유행했으나 1983년 위기 후 콘솔이 위축해 LCD 게임이 대신했고, 1984년에 컴퓨터 게임이 성장하기 시작했다. 1980년대 말에 들어서야 세가 마스터 시스템과 패밀리 컴퓨터가 영국에 수입되면서 가정용 콘솔 시장이 다시 활발해졌다. 컴퓨터 게임은 여전히 영국 비디오 게임 시장에서 우위를 점했으나 1991년 세가와 닌텐도 콘솔의 상륙 후 반전돼 콘솔이 시장 다수를 점유했다.

## 참고 문헌
- DeMaria, Rusel & Wilson, Johnny L. (2003). High Score!: The Illustrated History of Electronic Games (2nd ed.). New York: McGraw-Hill/Osborne. ISBN 0-07-222428-2.

### 내용주
1. ↑  영어: Video Computer System, 약칭 VCS
2. ↑  영어: Atari Shock, 일본어: アタリショック

### 참고주
1. ↑  드콰이어, 조 (2015년 7월). “Atari Video Computer System: Bring Entertainment Stories Home” [아타리 비디오 컴퓨터 시스템: 오락의 이야기를 가정에 들이다]. 《IEEE 컨슈머 일렉트로닉스 매거진》: 59–66. doi:10.1109/MCE.2015.2421572.
2. ↑  바톤, 맷; 로기우디체, 빌 (2008년 5월 8일). “A History of Gaming Platforms: Mattel Intellivision” [게임 플랫폼의 역사: 마텔 인텔리비전]. 《게임 디벨로퍼》. 2022년 12월 10일에 확인함.
3. ↑  비슨, 지젤 (1984년 8월 6일). “Atari: From Starting Block to Auction Block” [아타리: 신생에서 경매까지]. 《인포월드》. 6권 32호 (인포월드 미디어 그룹, Inc.). 52쪽. ISSN 0199-6649.
4. ↑  웨이스, 브렛 (2011년 4월 4일). 《Classic Home Video Games, 1972_1984: A Complete Reference Guide》 [고전 가정용 비디오 게임, 1972-1984: 완전 참고용 안내서] (영어). 맥파랜드. 28쪽. ISBN 9780786487554. 2019년 1월 22일에 원본 문서에서 보존된 문서. 2019년 1월 22일에 확인함.
5. 1 2  “Stream of video games is endless”. 《Milwaukee Journal》. 1982년 12월 26일. Business 1면. 2016년 3월 12일에 원본 문서에서 보존된 문서. 2015년 1월 10일에 확인함.
6. 1 2 3 4  Flemming, Jeffrey. “The History Of Activision”. 《Gamasutra》. 2016년 12월 20일에 원본 문서에서 보존된 문서. 2016년 12월 30일에 확인함.
7. ↑  Beller, Peter (2009년 1월 15일). “Activision's Unlikely Hero”. 《Forbes》. 2017년 8월 6일에 원본 문서에서 보존된 문서. 2019년 2월 12일에 확인함.
8. ↑  Kent, Steven (2001). 〈Chapter 12: The Battle for the Home〉. 《Ultimate History of Video Games》. Three Rivers Press. 190쪽. ISBN 0-7615-3643-4.
9. ↑  Weiss, Brett (2007). 《Classic home video games, 1972–1984: a complete reference guide》. Jefferson, N.C.: McFarland. 108쪽. ISBN 978-0-7864-3226-4.
10. 1 2 3  Gallager, Scott; Ho Park, Seung (February 2002). “Innovation and Competition in Standard-Based Industries: A Historical Analysis of the U.S. Home Video Game Market”. 《IEEE Transactions on Engineering Management》 49 (1): 67–82. doi:10.1109/17.985749.
11. ↑  Jones, Robert S. (1982년 12월 12일). “Home Video Games Are Coming Under a Strong Attack”. 《Gainesville Sun》. 21F면  – Google Books 경유.
12. 1 2 3  Kleinfield, N.R. (1983년 10월 17일). “Video Games Industry Comes Down To Earth”. 《The New York Times》. 2018년 9월 21일에 확인함.
13. 1 2  Adrian (2016년 5월 9일). “INTERVIEW – DAVID CRANE (ATARI/ACTIVISION/SKYWORKS)”. 《Arcade Attack》. 2016년 5월 9일에 원본 문서에서 보존된 문서. 2016년 5월 10일에 확인함.
14. ↑  Goodman, Danny (Spring 1983). “Home Video Games: Video Games Update”. 《Creative Computing Video & Arcade Games》. 32쪽. 2017년 11월 7일에 원본 문서에서 보존된 문서.
15. ↑  Ernkvist, Mirko (2006). 《Down Many Times, but Still Playing the Game: Creative Destruction and Industry Crashes in the Early Video Game Industry 1971-1986》 (PDF). XIV International Economic History Congress. Helsinki. 2020년 9월 11일에 확인함.
16. 1 2 3 4 5 6  DeMaria, Rusel; Wilson, Johnny L. (2003). 《High Score!: The Illustrated History of Electronic Games》 2판. New York: McGraw-Hill/Osborne. 103–105쪽. ISBN 0-07-223172-6.
17. ↑  Clark, Pamela (December 1982). “The Play's the Thing”. 《BYTE》. 6면. 2013년 10월 19일에 확인함.
18. ↑  Harmetz, Aljean (1983년 1월 15일). “New Faces, More Profits For Video Games”. 《Times-Union》. 18면. 2012년 2월 28일에 확인함.
19. 1 2 3  Mitchell, Peter W. (1983년 9월 6일). “A summer-CES report”. 《Boston Phoenix》. 4면. 2015년 1월 10일에 확인함.
20. 1 2 3 4 5 6  Kent, Steven (2001). 〈Chapter 14: The Fall〉. 《Ultimate History of Video Games》. Three Rivers Press. 190쪽. ISBN 0-7615-3643-4.
21. 1 2 3 4 5  Oxford, Nadia (2012년 1월 18일). “Ten Facts about the Great Video Game Crash of '83”. 《IGN》. 2020년 9월 11일에 확인함.
22. 1 2  Kent, Steven L. (2001). 《The Ultimate History of Video Games》. Roseville, California: Prima. 237–239쪽. ISBN 0-7615-3643-4.
23. ↑  《Cartridge Sales Since 1980》. Atari Corp. Via 〈The Agony & The Ecstasy〉. 《Once Upon Atari》. 제 4회. Scott West Productions. 2003년 8월 10일.  23 분.
24. ↑  “IBM Archives: The birth of the IBM PC”. 2003년 1월 23일. 2014년 1월 2일에 원본 문서에서 보존된 문서.
25. ↑  Ahl, David H. (1984 November). The first decade of personal computing 보관됨 12월 10, 2016 - 웨이백 머신. Creative Computing, vol. 10, no. 11: p. 30.
26. ↑  “The Inflation Calculator”. 2018년 3월 26일에 원본 문서에서 보존된 문서.
27. ↑  Stanton, Jeffrey; Wells, Robert P.; Rochowansky, Sandra; Mellin, Michael (1984). 《The Addison-Wesley Book of Atari Software 1984》. Addison-Wesley. TOC쪽. ISBN 020116454X.
28. 1 2  Pollack, Andrew (1983년 6월 19일). “The Coming Crisis in Home Computers”. 《The New York Times》. 2015년 1월 20일에 원본 문서에서 보존된 문서. 2015년 1월 19일에 확인함.
29. 1 2  Gutman, Dan (December 1987). “The Fall And Rise of Computer Games”. 《Compute!'s Apple Applications》. 5권 2 #6호. 64쪽. 2014년 8월 18일에 확인함.
30. ↑  《Commodore VIC-20 ad with William Shatner》. 2010년 6월 9일. 2017년 4월 6일에 원본 문서에서 보존된 문서.
31. ↑  《Coleco Presents The Adam Computer System》. YouTube. 2016년 5월 3일 [1983-09-28].  1:06:55에 발생. 2017년 1월 3일에 원본 문서에서 보존된 문서. IBM is just not another strong company making a positive statement about the home-computer field's future. IBM is a company that knows how to make money. IBM is a company that knows how to make money in hardware, and makes more money in software. What IBM can bring to the home-computer field is something that the field collectively needs, particularly now: A respect for profitability. A capability to earn money. That is precisely what the field needs ... I look back a year or two in the videogame field, or the home-computer field, how much better everyone was, when most people were making money, rather than very few were making money.
32. ↑  Rosenberg, Ronald (1983년 12월 8일). “Home Computer? Maybe Next Year”. 《The Boston Globe》.
33. ↑  “Under 1983 Christmas Tree, Expect the Home Computer”. 《The New York Times》 (미국 영어). 1983년 12월 10일. ISSN 0362-4331. 2017년 11월 7일에 원본 문서에서 보존된 문서. 2017년 7월 2일에 확인함.
34. ↑  “IBM's Peanut Begins New Computer Phase”. 《The Boston Globe》. Associated Press. 1983년 11월 1일.
35. ↑  “Penney Shelves its Computers”. 《The Boston Globe》. 1983년 12월 17일.
36. ↑  “Ten Facts about the Great Video Game Crash of '83”. 2011년 9월 21일. 2015년 5월 10일에 원본 문서에서 보존된 문서. Around the time home consoles started falling out of favor, home computers like the Commodore Vic-20, the Commodore 64, and the Apple ][ became affordable for the average family. Needless to say, the computer manufacturers of the age seized on the opportunity to ask parents, "Hey, why are you spending money on a game console when a computer can let you play games and prepare you for a job?"
37. ↑  Sipe, Russell (August 1988). “The Greatest Story Ever told” (PDF). 《Computer Gaming World》. 50호. 6–7쪽. 2016년 4월 18일에 원본 문서 (PDF)에서 보존된 문서.
38. ↑  Seitz, Lee K., 《CVG Nexus: Timeline - 1980s》, 2007년 10월 13일에 원본 문서에서 보존된 문서, 2007년 11월 16일에 확인함
39. 1 2  Prince, Suzan (September 1983). “Faded Glory: The Decline, Fall and Possible Salvation of Home Video”. 《Video Games》 (Pumpkin Press). 2016년 2월 24일에 확인함.
40. ↑  Daglow, Don L. (August 1988). “The Changing Role of Computer Game Designers”. 《Computer Gaming World》. 50호. 18, 42쪽.
41. ↑  Rosenberg, Ron (1982년 12월 11일). “Competitors Claim Role in Warner Setback”. 《The Boston Globe》. 1면. 2012년 11월 7일에 원본 문서에서 보존된 문서. 2012년 3월 6일에 확인함.
42. ↑  Adrian (2016년 5월 9일). “INTERVIEW – DAVID CRANE (ATARI/ACTIVISION/SKYWORKS)”. 《Arcade Attack》. 2016년 5월 9일에 원본 문서에서 보존된 문서. 2016년 5월 10일에 확인함.
43. ↑  “Diggers Find Atari's E.T. Games in Landfill”. Associated Press. 2014년 4월 26일. 2014년 4월 26일에 원본 문서에서 보존된 문서. 2014년 4월 26일에 확인함.
44. ↑  Dvorak, John C (1985년 8월 12일). “Is the PCJr Doomed To Be Landfill?”. 《InfoWorld》. 7권 32호. 64쪽. 2011년 9월 10일에 확인함.
45. ↑  Jary, Simon (2011년 8월 19일). “HP TouchPads to be dumped in landfill?”. PC Advisor. 2011년 11월 8일에 원본 문서에서 보존된 문서. 2011년 9월 10일에 확인함.
46. ↑  Kennedy, James (2011년 8월 20일). “Book Review: Super Mario”. 《Wall Street Journal》. 2017년 9월 6일에 원본 문서에서 보존된 문서. 2011년 9월 10일에 확인함.
47. 1 2  〈NES〉. 《Icons》. 시즌 4. 제 5010회. 2005년 12월 1일. G4. 2012년 10월 16일에 원본 문서에서 보존된 문서.
48. ↑  “25 Smartest Moments in Gaming”. GameSpy. July 21–25, 2003. 22쪽. 2012년 9월 2일에 원본 문서에서 보존된 문서.
49. ↑  O'Kane, Sean (2015년 10월 18일). “7 things I learned from the designer of the NES”. 《The Verge》. 2018년 9월 21일에 확인함.
50. ↑  Halfhill, Tom R. “A Turning Point for Atari? Report from the Winter Consumer Electronics Show”. 2016년 4월 9일에 원본 문서에서 보존된 문서.
51. ↑  Liedholm, Marcus and Mattias. “The Famicom rules the world! – (1983–89)”. 《Nintendo Land》. 2010년 1월 1일에 원본 문서에서 보존된 문서. 2006년 2월 14일에 확인함.
52. ↑  Dvorchak, Robert (1989년 7월 30일). “NEC out to dazzle Nintendo fans”. 《The Times-News》. 1D면. 2017년 5월 11일에 확인함.
53. ↑  “Gainesville Sun - Google News Archive Search”.
54. ↑  “Toy Trends”, 《Orange Coast》 (Emmis Communications) 14 (12), December 1988, 88쪽, ISSN 0279-0483, 2011년 4월 26일에 확인함
55. 1 2  Takiff, Jonathan (1986년 6월 20일). “Video Games Gain in Japan, Are Due For Assault on U.S.”. 《The Vindicator》. 2면. 2012년 4월 10일에 확인함.
56. ↑  Lock, Robert; Halfhill, Tom R. (July 1986). “Editor's Notes”. 《Compute!》. 74호. 6쪽. 2013년 11월 8일에 확인함.
57. ↑  Leemon, Sheldon (February 1987). “Microfocus”. 《Compute!》. 81호. 24쪽. 2013년 11월 9일에 확인함.
58. 1 2 3 4  Naramura, Yuki (2019년 1월 23일). “Peak Video Game? Top Analyst Sees Industry Slumping in 2019”. 《Bloomberg L.P.》. 2019년 7월 15일에 원본 문서에서 보존된 문서. 2019년 1월 29일에 확인함.
59. ↑  Kent, Steven (2001). 〈Chapter 17: We Tried to Keep from Laughing〉. 《Ultimate History of Video Games》. Three Rivers Press. 190쪽. ISBN 0-7615-3643-4.
60. ↑  Wardyga, Brian (2018). 《The Video Games Textbook》. New York: A K Peters/ CRC Press. 113쪽. ISBN 9781351172363.
61. ↑  Boyd, Andy. “No. 3038: The Video Game Crash of 1983”. 《www.uh.edu》. 2020년 9월 30일에 확인함.
62. ↑  “Down Many Times, but Still Playing the Game: Creative Destruction and Industry Crashes in the Early Video Game Industry 1971-1986” (PDF). 2014년 5월 1일에 원본 문서 (PDF)에서 보존된 문서.
63. ↑  Greenberg, Jonathan (1981년 4월 13일). “Japanese invaders: Move over Asteroids and Defenders, the next adversary in the electronic video game wars may be even tougher to beat” (PDF). 《Forbes》. 127권 8호. 98, 102쪽.
64. ↑  “Special Report: Gene Lipkin (Data East USA)”. 《RePlay》. 16권 4호. January 1991. 92쪽.
65. 1 2 3  Parish, Jeremy (2014년 8월 28일). “Greatest Years in Gaming History: 1983”. 《USGamer》. 2019년 9월 13일에 확인함.
66. ↑  Cunningham, Andrew (2013년 7월 15일). “The NES turns 30: How it began, worked, and saved an industry”. 《Ars Technica》. 2018년 9월 21일에 확인함.
67. ↑  Mochizuki, Takahashi; Savov, Vlad (2020년 8월 25일). “Epic's Battle With Apple and Google Actually Dates Back to Pac-Man”. 《Bloomberg News》. 2020년 8월 25일에 확인함.
68. ↑  Plunkett, Luke (2012년 7월 21일). “Konami's Cheat to Get Around a Silly Nintendo Rule”. 《Kotaku》. 2018년 9월 21일에 확인함.
69. ↑  O'Donnell, Casey (2011). “The Nintendo Entertainment System and the 10NES Chip: Carving the Video Game Industry in Silicon”. 《Games and Culture》 6 (1): 83–100. doi:10.1177/1555412010377319. S2CID 53358125.
70. ↑  U.S. Court of Appeals; Federal Circuit (1992). “Atari Games Corp. v. Nintendo of America Inc.”. 《Digital Law Online》. 2011년 8월 8일에 원본 문서에서 보존된 문서. 2005년 3월 30일에 확인함.
71. ↑  Sanger, David E. (1984년 6월 5일). “Expected boom in home computer market fizzles”. 《Pittsburgh Post-Gazette》. 2021년 12월 2일에 확인함.
72. 1 2  〈Market size and market shares〉. 《Video Games: A Report on the Supply of Video Games in the UK》. United Kingdom: Monopolies and Mergers Commission (MMC), H.M. Stationery Office. April 1995. 66 to 68쪽. ISBN 978-0-10-127812-6.